# Guitiriz
Guitiriz – miejscowość uzdrowiskowa w Hiszpanii w regionie Galicja w prowincji Lugo. W mieście znajduje się dobrze zachowany jeszcze z czasów średniowiecznych zamek Castillo de Parga.

## Miasta partnerskie
- Baler